# Dalton City (Illinois)
Dalton City is een plaats (village) in de Amerikaanse staat Illinois, en valt bestuurlijk gezien onder Moultrie County.

## Demografie
Bij de volkstelling in 2000 werd het aantal inwoners vastgesteld op 581. In 2006 is het aantal inwoners door het United States Census Bureau geschat op 552, een daling van 29 (-5,0%). In 2010 stond het inwonersaantal op 544, in 2020 daalde het tot 454 inwoners.

## Geografie
Volgens het United States Census Bureau beslaat de plaats een oppervlakte van 1,6 km², geheel bestaande uit land. Dalton City ligt op ongeveer 210 m boven zeeniveau.

## Geschiedenis
Dalton City werd een plaats op 15 september 1877. Het is tevens de geboorteplaats van botanicus Henry Allan Gleason.

## Plaatsen in de nabije omgeving
De onderstaande figuur toont nabijgelegen plaatsen in een straal van 20 km rond Dalton City.